# Gærdevikke
Gærdevikke (Vicia sepium), ofte skrevet gærde-vikke, er en 30-70 centimeter høj plante i ærteblomst-familien. Arten er udbredt i Europa og i Vest- og Centralasien. Gærdevikkes stængler er opstigende og klatrende med 5-7-parrede blade, der ender i en grenet slyngtråd. Småbladene er ovale med et lille indhak i spidsen, hvor der befinder sig en kort brod. Blomsterne findes i 3-5-blomstrede klaser, der først er violette, senere grønligt-blå.
I Danmark er gærdevikke almindelig på frodig muldbund i skove og krat. Den blomstrer i maj til juli.

## Ekstraflorale nektarier
Gærdevikke har ekstraflorale nektarier, det vil sige honningkirtler uden for blomsterne. De befinder sig på akselbladenes underside, hvor der udskilles en sukkerholdig saft, der søges af myrer.